# Sulejówek
Sulejówek ( udtale:[sulɛˈjuvɛk])  er en by og en kommune (Gmina) der ligger i det østlige, centrale Polen, i den centrale del af voivodskabet Masovien (Województwo mazowieckie) og har 21.248(2021) indbyggere og et areal på 19,51  km². Den ligger 18 km øst for Warszawa, og er en del af powiatet (amt) Mińsk.
Byen er  i Polen kendt som stedet, hvor Józef Piłsudski boede i årene mellem 1923 og 1926. Den tidligere herregård huser et museum dedikeret til ham og stedet er opført som et  historisk monument.

## Historie
Den ældste kendte omtale af bosættelsen er fra 1526. Sulejówek var en privat landsby under den polske adel, administrativt beliggende i Warszawa amt i Masovien i den Storpolske provins, i Kongeriget Polen. 
I 1815 faldt Sulejówek ved delingen af Polen til det russiske rige. Polske oprørere opererede i området under januaropstanden 1863-1864. Den 8. august 1863 blev bosættelsen Miłosna (det nuværende distrikt Sulejówek) angrebet af kosakker, men det lykkedes den overraskede lokale polske oprørsenhed at flygte.